# 斯特潘 (貓)
斯特潘（烏克蘭語：Степан，羅馬化：Stepan，IPA：[steˈpan] ⓘ；2008年—），乌克兰条纹猫，因其平静的性格和疲惫的姿势在社交媒体上获得了全球知名度，使它成为乌克兰最受欢迎的猫。他在Twitter和Instagram上拥有超过150万粉丝。自2019年起，斯特潘还在TikTok上拥有一个账户。截至2023年8月，斯特潘在Instagram上拥有130万粉丝。2022年，斯特潘的Instagram页面帮助为乌克兰筹集了近15,000欧元的人道主义援助。

## 生平
斯特潘於2008年出生在烏克蘭哈爾科夫。牠的主人安娜在牠年幼時將牠領養，並與牠一同住在哈爾科夫薩爾蒂夫卡的高層公寓中。2020年，隨著2019冠狀病毒病大流行引發的隔離措施實施期間，安娜首次拍攝斯特潘的影片，這段影片迅速走紅，吸引數百萬次觀看。自此之後，安娜幾乎每天都會為斯特潘拍攝新照片，創造不同的形象，其最初以俄文發佈。
根據《莫斯科時報》YouTube頻道的報導，到2021年7月，斯特潘的知名度已超越了國界，在俄羅斯互聯網上贏得廣泛的關注。
2021年11月，小甜甜布蘭妮在她的社交媒體中提及了斯特潘，引起了大量關注，該帖子的讚數超過110萬，並有近9000則評論。隨後，意大利時尚品牌華倫天奴也讓斯特潘在其一款手提包的廣告中出現。

## 俄羅斯入侵烏克蘭
2022年2月24日，安娜和斯特潘在俄羅斯突襲入侵烏克蘭時，受到驚嚇。期間，轟炸摧毀哈爾科夫的部分地區，包括住宅區，造成數十人傷亡。入侵開始後，斯特潘的社交媒體帳戶證實，牠和安娜在轟炸中倖存，並找到一處避難所。斯特潘的照片常伴隨著俄羅斯軍隊造成的破壞景象，以及呼籲結束戰爭、恢復和平的信息。在斯特潘和牠的家人逃往波蘭後，世界網紅與博主協會幫助她們在法國找到一個安全的住所。
在俄羅斯入侵後，斯特潘的社交媒體帖子改用烏克蘭文發佈。斯特潘的主人安娜告訴BBC：「在見識到這個「俄羅斯世界」（俄羅斯宣揚的文化和政治空間概念）到底是什麼之後，我們的心態發生變化。」
2022年8月，安娜領養了一隻名為「史蒂芬妮」的小貓。牠是一隻虎斑貓，外貌酷似斯特潘。同年11月，斯特潘被烏克蘭文化和信息政策部任命為「拯救烏克蘭文化」活動大使。
2022年，斯特潘的社交媒體頁面協助為在戰爭中受苦的烏克蘭動物籌集了近15000歐元，用於食物、藥品及其他照護。
根據牠的Instagram帳戶的帖子，斯特潘已返回故鄉哈爾科夫。
2023年8月，斯特潘在Instagram上擁有130萬粉絲。
2024年，安娜宣佈斯特潘因1月23日俄羅斯對哈爾科夫的攻擊導致壓力過大而生病，並正在接受藥物治療。同年3月，安娜宣佈她和她的貓咪們已經搬遷到德國。